# Andrea Friedrich
Andrea Friedrich (* 1966 in Hildesheim) ist eine deutsche Wirtschaftswissenschaftlerin.

## Leben
Friedrich ist studierte Diplom-Ökonomin. Sie war u. a. als Personalreferentin für die IHK tätig. Danach war sie wissenschaftliche Mitarbeiterin an der Universität Paderborn und wurde 2001 an der mit der Dissertation Arbeitszeitflexibilisierung und Selbstorganisation. Analyse und Ableitung von Gestaltungsmöglichkeiten für das Personalmanagement promoviert. Außerdem arbeitete sie als freie Personalberaterin. Seit 2002 ist sie Professorin an der Fakultät Soziale Arbeit und Gesundheit der HAWK Hochschule Hildesheim/Holzminden/Göttingen in Hildesheim. Ihre Forschungsschwerpunkte sind Soziale Arbeit (Organisation und Personalmanagement) und Kommunikation/Interaktion. Ehrenamtlich ist sie im Bereich der Sozialen Arbeit tätig.
Seit August 2019 ist Andrea Friedrich Dezernentin für Soziales im Landkreis Peine.

## Schriften (Auswahl)
- Förderung hochqualifizierter Frauen durch Arbeitszeitflexibilisierung und Personalentwicklung. Beiträge eines regionalen Unternehmensnetzwerkes in Ostwestfalen-Lippe. Hampp, München u. a. 2001, ISBN 3-87988-560-5.
- Arbeitszeitflexibilisierung und Selbstorganisation. Analyse und Ableitung von Gestaltungsmöglichkeiten für das Personalmanagement. Hampp, München u. a. 2002, ISBN 3-87988-657-1.
- Personalarbeit in Organisationen sozialer Arbeit. Theorie und Praxis der Professionalisierung. VS Verlag für Sozialwissenschaften, Wiesbaden 2010, ISBN 978-3-531-16557-8.
- mit Heiko Schuiling: Inspiration Wald. Untersuchungsergebnisse von Waldwochen in Kindertagesstätten. Springer VS, Wiesbaden 2014, ISBN 978-3-658-04905-8.